# Delirium Café

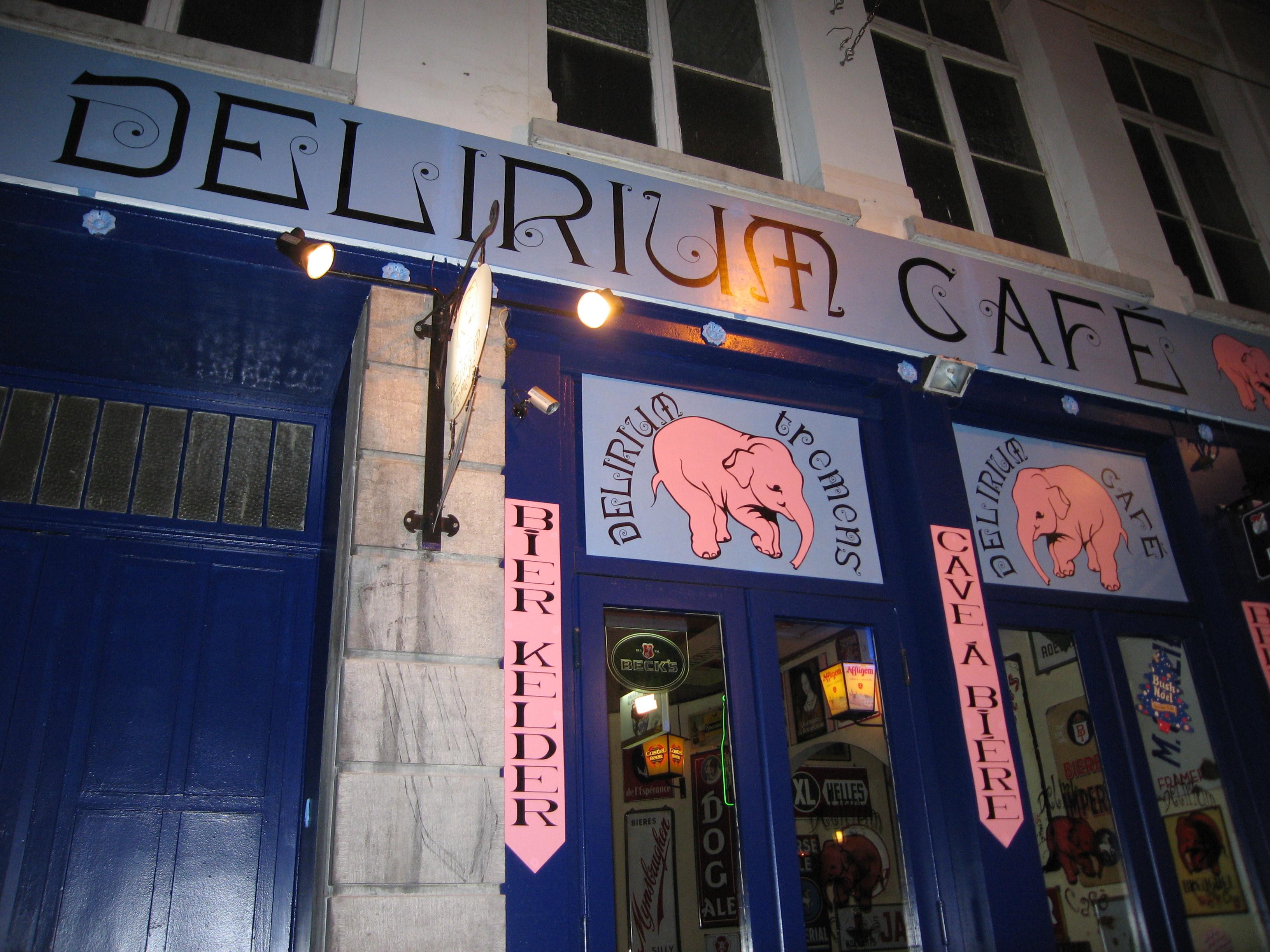
Délirium Café

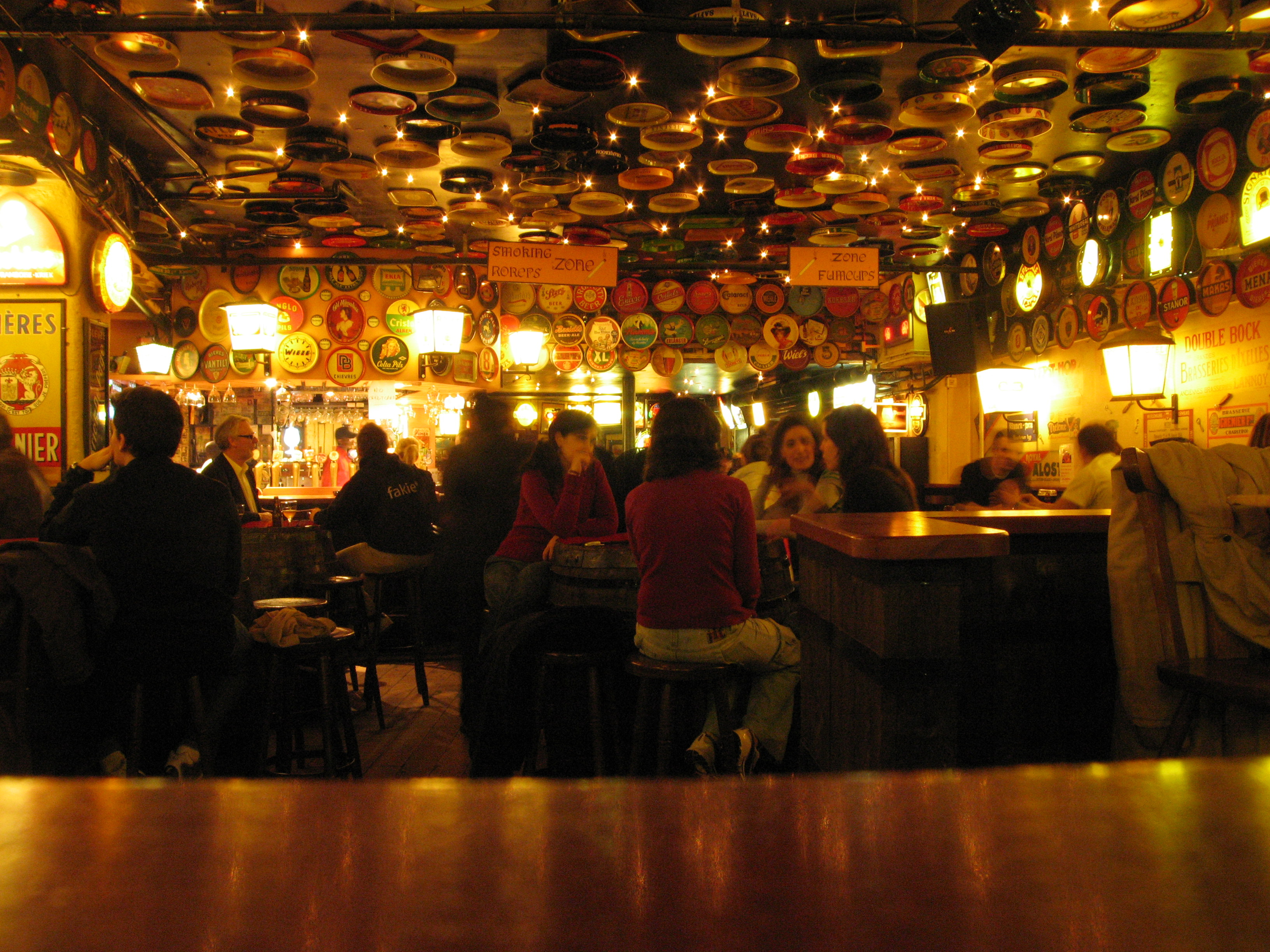
Délirium Café, interno

Il Delirium Café è un bar di Bruxelles che si trova nell'Impasse de la Fidélité/Getrouwheidsgang, la stessa via in cui si trova la Jeanneke Pis a pochi metri dalla Grand Place.
Il locale è allestito all'interno di una struttura del XVIII secolo e riprende il suo nome dalla birra Delirium Tremens, che ha come simbolo un elefante rosa, anche decorazione dell'entrata dell'esercizio.
Il Delirium Café è conosciuto per la sua numerosa varietà di birre, che raggiunge più di 2.500 tipi provenienti da oltre 60 Paesi di tutto il mondo.
Inoltre il 9 gennaio 2004 il locale ha avuto un riconoscimento dal Guinness World Record per la maggior varietà di birre disponibili in commercio, che all'epoca raggiungeva i 2004 tipi.